# دييغو بونانوتي
 دييغو بونانوتي  (بالإسبانية: Diego Buonanotte)‏ (مواليد 19 ابريل 1988 في سانتا في - الأرجنتين) لاعب كرة قدم أرجنتيني يلعب حاليا لصالح نادي الدرجة الأولى مالقا الإسباني منذ 2011 في مركز الوسط .

## روابط خارجية
- دييغو بونانوتي على موقع الاتحاد الدولي (مؤرشف)  (الإنجليزية)
- دييغو بونانوتي على موقع قاعدة بيانات كرة القدم.إي يو (الإنجليزية)
- دييغو بونانوتي على موقع Soccerway.com (الإنجليزية)
- دييغو بونانوتي على موقع عالم كرة القدم.نت (الإنجليزية)
- دييغو بونانوتي على موقع كووورة
- دييغو بونانوتي على موقع أوليمبيديا (الإنجليزية)
- دييغو بونانوتي على موقع AS.com (الإسبانية)